# 선도 물질
선도 물질(先導物質, 영어: lead compound)은 약물 발견에서 치료에 유용할 수 있는 약리학적 또는 생물학적 활성을 갖고 있지만 그럼에도 불구하고 표적에 더 잘 맞도록 변형이 필요한 차선 구조를 가질 수 있는 화합물이다. 금속 원소인 납(lead)의 다양한 화합물들에 대한 용어와 혼동해서는 안된다. 선도 약물은 백업 화합물이 뒤따를 가능성을 제공한다. 그 화학 구조는 역가, 선택성 또는 약물동태학적 매개 변수를 개선하기 위한 화학적 변형의 출발점 역할을 한다. 또한 새로 발명된 약리학적 활성 부분은 약물 유사성이 낮을 수 있으며 생물학적 또는 임상적으로 테스트할 수 있을 만큼 약물과 유사해지기 위해서는 화학적 변형이 필요할 수 있다.

## 같이 보기
- 약물 발견